# Eduardo Ricagni
Eduardo Ricagni (ur. 29 kwietnia 1926 w Buenos Aires, zm. 1 stycznia 2010) – argentyński i włoski piłkarz, grający na pozycji napastnika.

## Kariera piłkarska

### Kariera klubowa
Wychowanek klubu Platense, w barwach którego w 1944 rozpoczął karierę piłkarską. Potem grał w Boca Juniors, Chacarita Juniors i Huracánie. W sezonie 1953/54 bronił barw Juventusu. Następnie do 1959 występował w klubach Milan, Torino, Genoa i Catania.

### Kariera reprezentacyjna
13 grudnia 1953 roku debiutował w narodowej reprezentacji Włoch w meczu przeciwko Czechosłowacji (3:0). Łącznie zdobył dwie bramki w 3 meczach międzynarodowych.

## Sukcesy i odznaczenia

### Sukcesy klubowe
Milan
- mistrz Włoch: 1954/55